# Чортківський центр первинної медико-санітарної допомоги
Чортківський центр первинної медико-санітарної допомоги — лікувально-профілактичний заклад у місті Чорткові Тернопільської области України.
Будівля, в якій розташований центр є пам'яткою архітектури місцевого значення (охоронний номер 1807).

## Історія
Перший шпиталь у Чорткові з XVIII століття був при домініканському костелі на вулиці Монастирській, згодом Домініканській, нині неіснуючій. Він поміщався у невеликій кімнаті навпроти помешкання органіста. Довгий час закладом опікувався власник Вигнанки та Старого Чорткова Геронім Садовський. У 1820-х роках він повністю його перебудував, а згодом думав узяти за основу під фундацію для убогих, про що записав у своєму заповіті від 1854 року. Згодом старий шпиталь перетворили на будинок для одинок людей похилого віку.
У 1905 році виділено кошти на спорудження нового кам'яного народного шпиталю, яке розпочали 1907 року, а завершили в 1910 році. 15 вересня 1910 року відбулося відкриття лікарні. Промову тримав бургомістр Чорткова Людвіг Носс. Він говорив про те, що шпиталь було збудовано завдяки цісарю Францу Йосифу I, зусиллями крайового відділу та місцевого староства. На будівництво було витрачено чимало коштів — 258 тисяч крон.
У перші роки при лікарні було два лікарі, котрі в 12 просторих палатах лікували 47 хворих. Також їм допомагали шість сестер-монахинь та дев'ять осіб із допоміжних служб.
Згідно з рішенням Чортківської районної ради від 21 червня 2012 року № 199 утворено Чортківський комунальний районний центр первинної медичної (медико-санітарної) допомоги.
До 1 січня 2021 року мав статус «районної» та підпорядковувався Чортківській районній раді. 1 січня 2021 року перейшов у власність Чортківської міської ради.

## Персонал

### Головні лікарі
- Ратушняк Ярослав Петрович (від 2012)[4].